# 배진아
배진아(1985년 12월 28일 ~ )는 대한민국의 배우이다.

## 출연작

### 영화
- 《아수라장: 범털들의 전쟁》 (2023년) - 신은정 역
- 《괴기맨숀》 (2021년) - 작가 아내 역
- 《오케이 마담》 (2020년) - 승무원 4 역
- 《수상한 이웃》 (2019년) - 유진 역
- 《어린 의뢰인》 (2019년) - 이웃집 여자 역
- 《우상》 (2019년) - 스튜어디스 2 역
- 《성난황소》 (2018년) - 미자 역
- 《동네사람들》 (2018년) - 이슬 역
- 《협상》 (2018년) - VIP 여비서 1 역
- 《범죄도시》 (2017년) - 룸살롱 마담 역
- 《열대야》 (2015년)
- 《굿바이 마이 스마일》 (2015년)
- 《여기보다 어딘가에》 (2008년) - 연진 역
- 《비스티 보이즈》 (2008년) - 선주 역

### 드라마
- 《카지노》 (2023년, 디즈니+) - 안복남 역
- 《연애결혼》 (2008년, KBS2) - 이춘남 역
- 《로맨스 헌터》 (2007년, tvN)

### 연극
- 《클로져》

### 뮤직비디오
- 나오미 - 사랑을 잃다